# Rødenæs
Rødenæs (på dansk også Rodenæs, tysk Rodenäs, sønderjysk Rånæjs, nordfrisisk Runees eller Rornees) er en landsby og kommune beliggende på en gest-ø direkte syd for den dansk-tyske grænse i Sydslesvig. Administrativt hører kommunen under Nordfrislands kreds i den tyske delstat Slesvig-Holsten. Til kommunen hører også Borg (tysk Burg), Dam (Damm), Gammelby (tysk Oldorf, nordfr. Uuiltorp), Kixbøl (Kixbüll), Kixbølgaard (Kixbüllhof), Krumhusum (Krummhusum), Lieblieben, Markhuse (Markhäuser), Mettenværre (Mettenwarft), Nyby (tysk Neudorf, nordfr.Naitorp), Onkelsgabe, Rikkelsbøl Kog (tysk Rickelsbüller Koog, nordfr. Rikelsbeler Kuuch), Sibbershusum, Snedige (Schneedeich), Tevelum og Trespring (Dreisprung). Kommunen samarbejder på administrativt plan med andre kommuner i omegnen i Sydtønder kommunefællesskab (Amt Südtondern). Rødenæs er sogneby i Rødenæs Sogn. Sognet lå i Viding Herred (Tønder Amt), da Slesvig var dansk indtil 1864.
Rødenæs er første gang nævnt 1462. Der er uvished om stednavnets betydning. Måske henføres navnet til en rydning. Efterleddet -næs henføres til Viding Herreds nordlige spids.